# روبه
شهر روبه ((به فرانسوی: Roubaix)، (به هلندی: Robaais)) در شهرستان نور (فرانسه) در ناحیه شمال کاله با جمعیت ۹۷٬۹۵۲ نفر در کشور فرانسه واقع شده‌است.